# Esporo (catamita)
Esporo (em latim: Sporus) foi um jovem catamita, favorito do imperador Nero, castrado por ordem do imperador e com quem posteriormente se casou publicamente. Não se sabe se era uma pessoa transgênero ou se apenas foi castrado para servir aos caprichos do imperador.

## Origens do nome
Sporus é derivado da palavra do grego antigo σπορά spora, que significa "semente", "semeadura", relacionado a σπόρος sporos, "semeando", e σπείρειν speirein, "semear". Em suas referências sobre sua história, foi chamado por Esporo, nome masculino, e pelo feminino, Espora.
De acordo com a Convenção romana de nomes, ele ganharia o nome e prenome de seu antigo mestre retendo seu nome anterior como um cognome. Neste caso, assumindo que tenha sido Nero que o libertou, seu nome completo seria Nero Cláudio Esporo (a partir de Nero Cláudio César Augusto Germânico).

## Vida
Pouco é conhecido sobre a vida anterior de Esporo exceto que ele era um jovem a quem Nero se afeiçoou. Ele era um Puer delicatus, que geralmente eram crianças-escravas escolhidas pelo seu mestre como um "garoto-brinquedo" e que eram algumas vezes castradas na tentativa de preservar suas qualidades juvenis. Apesar disso, Dião Cássio o chamou de liberto.

### Casamento com Nero

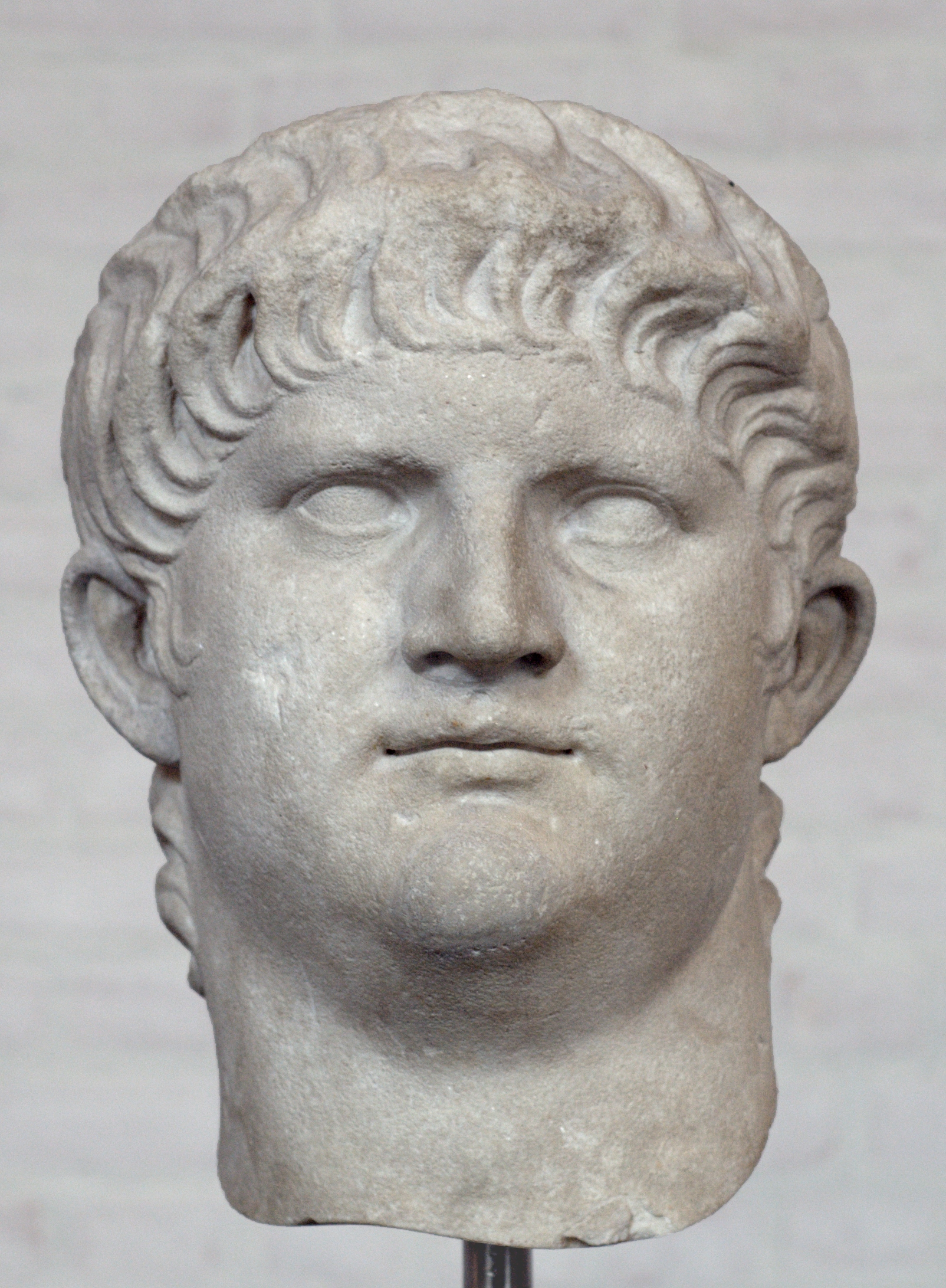
Nero, Gliptoteca de Munique

O caso com Esporo ocorreu após a morte da segunda esposa de Nero, Popeia Sabina, em 65. No começo de 66 Nero casou-se com sua terceira esposa Estacília Messalina e somente depois naquele ano ou em 67 ele casou-se com o jovem Esporo.
Nero mandou extirpar seus testículos e durante o casamento Nero fez Esporo aparecer em público como sua esposa usando a vestimenta que era de uso costumeiro para uma imperatriz romana, e então levou Esporo para a Grécia e, depois, de volta a Roma, fazendo de Cálvia Crispinila "Senhora do Guarda-roupa" de Esporo, epitropeia ten peri estheta. Segundo Suetônio, um romano que viveu na época de Nero, o mundo estaria melhor se o pai de Nero, Cneu Domício Enobarbo, tivesse se casado com alguém como o jovem castrado.
É possível que Nero tenha usado este casamento com Esporo para lidar com seus sentimentos de culpa por chutar a sua esposa, então grávida, até a morte. Suetônio ignora isto, e coloca a narrativa sobre Esporo entre seus registros sobre o estupro de uma virgem vestal e o incesto com sua mãe. Dião Cássio dá uma visão mais detalhada, de acordo com ele, Esporo tinha uma semelhança física muito grande com Sabina e Nero o teria chamado pelo nome de sua esposa morta. Nero estava casado então, além de Esporo, com outro liberto, Pitágoras, que fazia o papel de marido para ele, enquanto Esporo fazia o papel de esposa. Além de outras formas de tratamento, Esporo era chamada de "Senhora", "Imperatriz", etc.
Pouco antes da morte de Nero, durante o festival das Calendas de Janeiro, Esporo o presenteou com um anel com uma gema cuja inscrição mostrava o Rapto de Prosérpina, que ao tempo foi considerado um dos muitos mau-augúrios sobre a queda de Nero. É notável que tal estória fale sobre um governante do submundo forçando uma jovem a tornar-se sua noiva.
Ele foi um dos quatro companheiros da última viagem do imperador em Junho de 68, com Epafródito, Faon e Neófito, e foi ele, a quem Nero voltou-se para começar as lamentações rituais antes de tirar sua própria vida.

### Depois de Nero e morte

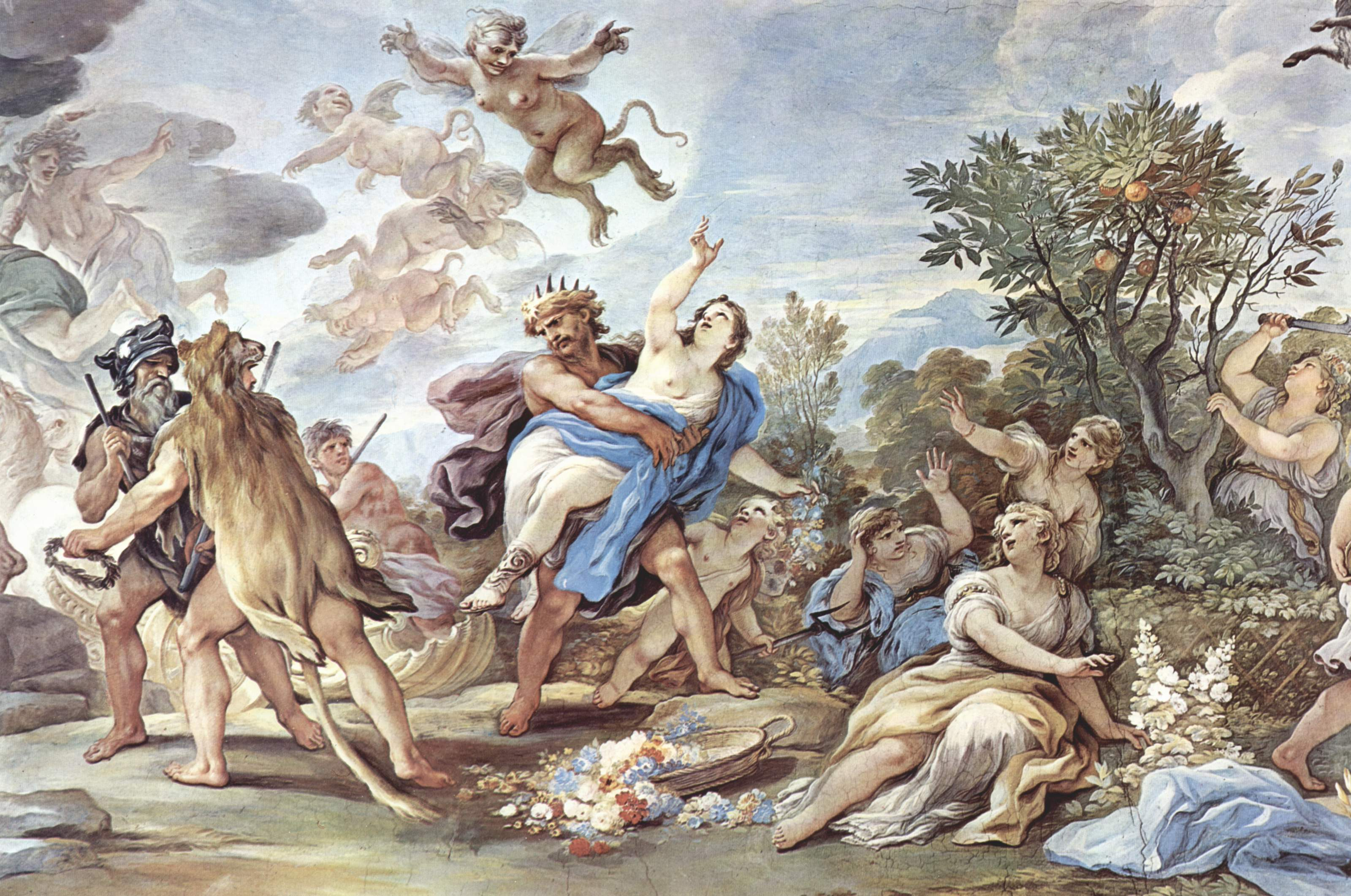
O Rapto de Prosérpina, por Luca Giordano

Pouco depois da morte de Nero, Esporo ficou sob cuidados do prefeito pretoriano Ninfídio Sabino, que tomou parte na conspiração contra Nero e persuadiu a Guarda Pretoriana a abandoná-lo. Porém, quando Ninfídio tentou declarar-se imperador, foi morto por seus próprios soldados. Ninfídio tratou Esporo como se fossem casados, e chamava-o "Popeia".
Depois da morte de Ninfídio, ele então se envolveria em 69 com Otão, que também foi morto por seus inimigos. Esporo morreu naquele mesmo ano quando Vitélio planejou que Esporo interpretasse, durante combates de gladiadores, o papel título do Rapto de Perséfone (o mesmo tema do anel que Esporo deu a Nero nas Calendas), para a diversão das multidões. Esporo então cometeu suicídio para evitar a humilhação pública. Ele, provavelmente, tinha menos de 20 anos quando morreu.

## Na ficção
- Em 1735 Alexander Pope escreveu um poema satírico em que ele escarnece John Hervey, 2º Barão Hervey, que havia sido acusado de homossexualidade alguns anos antes. Ele zomba utilizar de uma arma tão forte quanto a sátira contra um alvo tão fraco e efeminado quanto Esporo, e coloca a famosa frase retórica "Quem quebra uma borboleta numa roda?" ("Who breaks a butterfly upon a wheel?").[9][10] Na primeira publicação o verso referia-se a Páris, mas foi trocado para Esporo ao ser republicado alguns meses depois.[11]
- Esporo é o personagem principal do livro de romance histórico de Cristina Rodríguez "Moi, Sporus, prêtre et putain" ("Eu, Esporo, sacerdote e puta").[12]